# Quinidine
La quinidine est un médicament qui agit comme antiarythmique de classe I sur le cœur. C'est un stéréoisomère de la quinine, dérivé originellement de l'écorce de quinquina.
Comme tous les antiarythmiques de classe I, la quinidine agit primairement en bloquant le courant rapide d'entrée du sodium (INa). Les effets de la quinidine sur INa est appelé bloc dépendant de l'usage.

## Découverte de la quinidine
Une douzaine d'années après la découverte de deux principes actifs de l'écorce de quinquina (la quinine et la cinchonine) par Pelletier et Caventou, Henry fils et A. Delondre annoncent en 1833 à la Société de pharmacie « qu'ils ont découvert dans le quinquina jaune une nouvelle substance alcaloïde qu'ils se proposent d'appeler quinidine. »

## Action pharmacologique
Actuellement, la quinidine est produite essentiellement par hémisynthèse à partir de la quinine.
C'est l'antiarythmique le plus ancien. Elle est en outre souvent utilisée pour traiter les dysfonctions de la mamelle.
Cette molécule est un antifibrillant, placé dans la classe Ia des « stabilisants de membrane ». Elle agit en déprimant le courant entrant sodique rapide des cellules cardiaques et rend les cellules moins excitables : effet bathmotrope négatif.

## Utilisations
Historiquement utilisée dans la prévention de la récidive de la fibrillation auriculaire, elle a été supplantée par les antiarythmiques de classe IC (Flécaïnide, cibenzoline, propafénone), surtout devant une suspicion d'une augmentation de la mortalité.
Elle retrouve une actualité dans le traitement de certains troubles du rythme cardiaque. Ainsi, dans le syndrome de Brugada, elle permet de réduire l'induction d'un trouble du rythme ventriculaire et permet d'apaiser les « orages rythmiques ». Elle réduit le risque de récidive d'une fibrillation ventriculaire idiopathique, du moins lors d'une exploration électrophysiologique de déclenchement et serait efficace en cas de troubles rythmiques secondaires à une repolarisation précoce ou d'un syndrome du QT court.

## Effets secondaires
Le principal est le prolongement de l'intervalle QT sur l'électrocardiogramme, avec le risque de survenue de torsades de pointe, particulièrement en cas de cœur lent (bradycardie) ou de taux sanguin bas du potassium (hypokaliémie).

## Marché
La molécule n'est plus produite par son principal fabricant, le laboratoire AstraZeneca depuis 2006. Elle est encore synthétisée par plusieurs laboratoires (dont Sanofi en France) mais il existe une pénurie dans certains pays, même occidentaux.